# NHibernate
NHibernate é uma das soluções de Mapeamento objeto-relacional (ORM) para a plataforma de desenvolvimento Microsoft .NET, um framework que fornece o mapeamento do modelo relacional para a orientação a objeto. Atualmente está disponivel para .net framework e .net core.
O NHibernate é livre e de código aberto e é a versão portada do Java para o Microsoft .NET do Hibernate.
Ele lida com plano de persistência para objetos e de um subjacentes de dados relacionais. Dando uma descrição XML de suas entidades e relacionamentos, NHibernate gera automaticamente códigos SQL para carregar e guardar os objetos. Opcionalmente, você pode descrever o seu mapeamento de metadados com atributos em seu código fonte.
Suporta persistência transparente, o seu objeto classes não têm de seguir um modelo de programação restritiva. Classes persistentes não precisam implementar nenhuma interface ou herdar de uma classe especial base. Isto torna possível desenvolver a lógica empresarial utilizando o plano de objetos .NET (CLR) e Orientação a Objetos.
Originalmente sendo uma parte do Hibernate 2.1, o NHibernate API é muito semelhante ao do Hibernate. Todo o conhecimento e documentação existente é, portanto, diretamente aplicável ao NHibernate.

## Interfaces
Encontramos três interfaces principais no NHibernate
- ISession - representa uma conexão com a base de dados
- ITransaction - representa uma transação controlada pelo NHibernate
- IQuery - representa uma consulta à base de dados

Estas três interfaces pertencem à assembly NHibernate.dll
Para mais informações 